# Seznam měst podle kvality života
Seznam měst podle kvality života je seznam zveřejňovaný každoročně firmou Mercer, který mapuje kvalitu života ve městech po celém světě.
V následující tabulce jsou údaje za rok 2007. Jako nejlepší byla zhodnocena města Curych, Ženeva, Vancouver a Vídeň, naopak na spodku tabulky se umístili Brazzaville a Point Noire v Republice Kongo. Předposlední pak skončil Chartúm a Bagdád.
Hodnocení tvoří mnoho faktorů včetně politiky, ekonomiky, životního prostředí, zdravotnictví, školství, bezpečnosti nebo úrovně služeb.

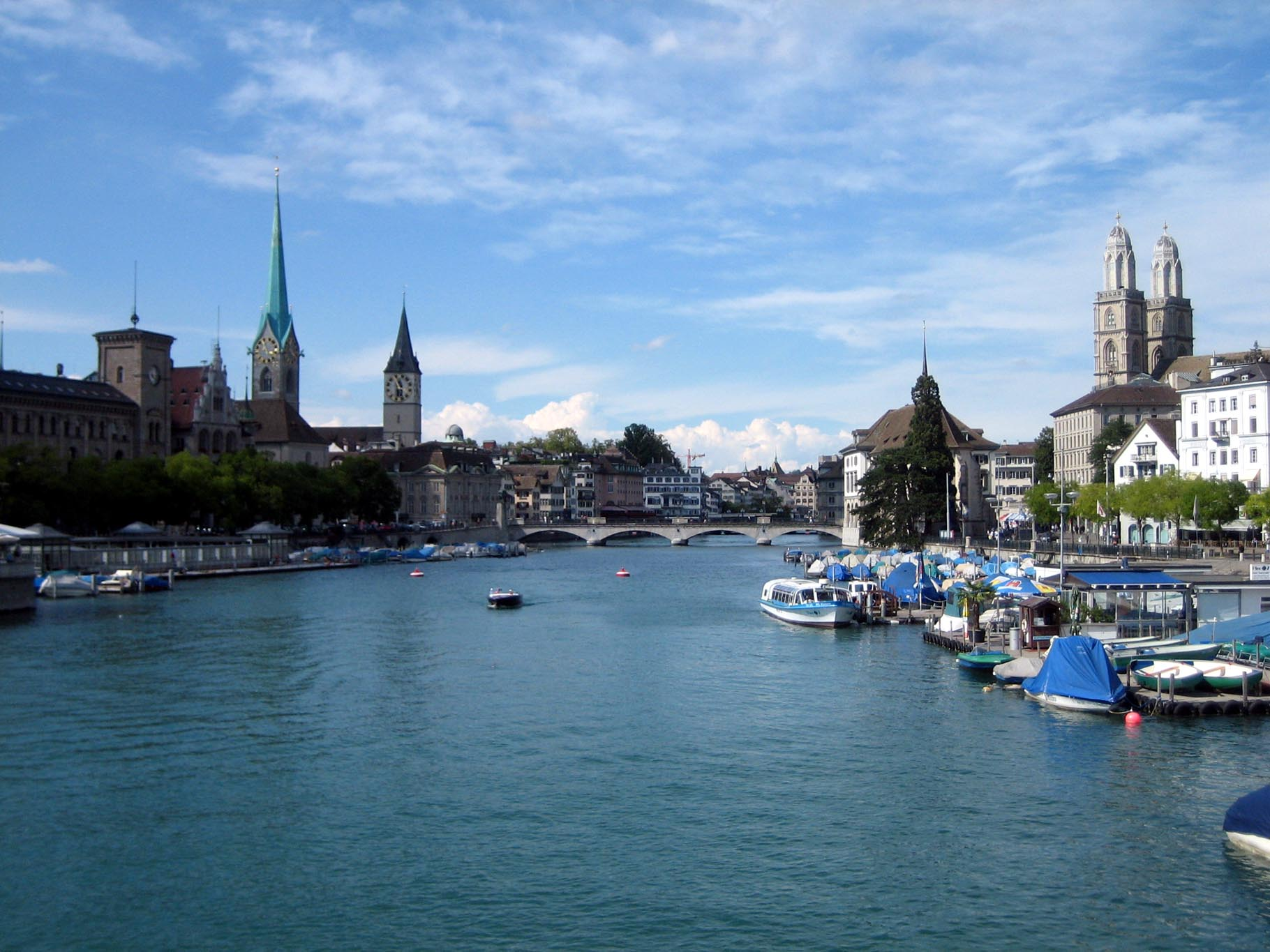
Curych - Švýcarsko

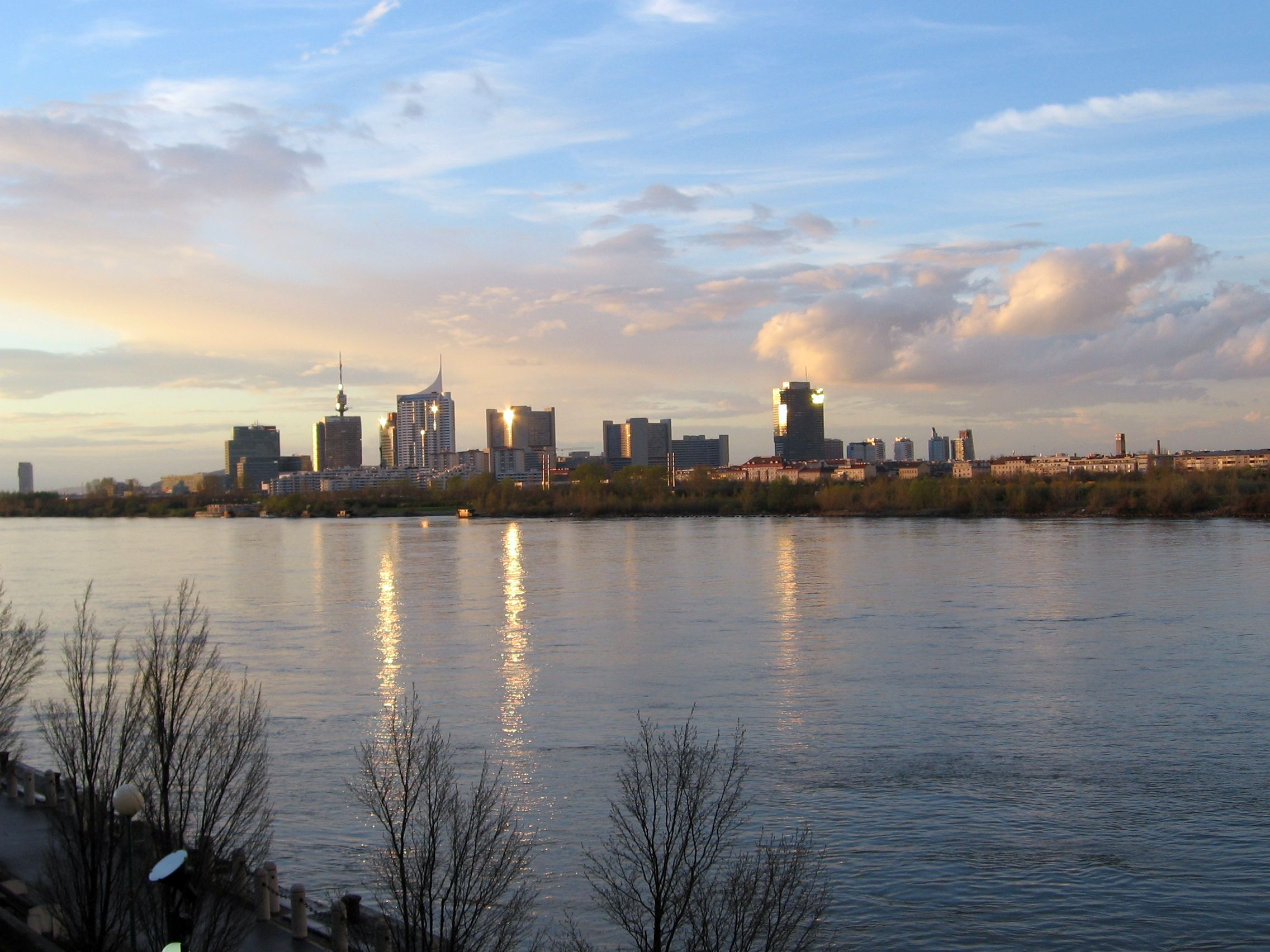
Vídeň - Rakousko

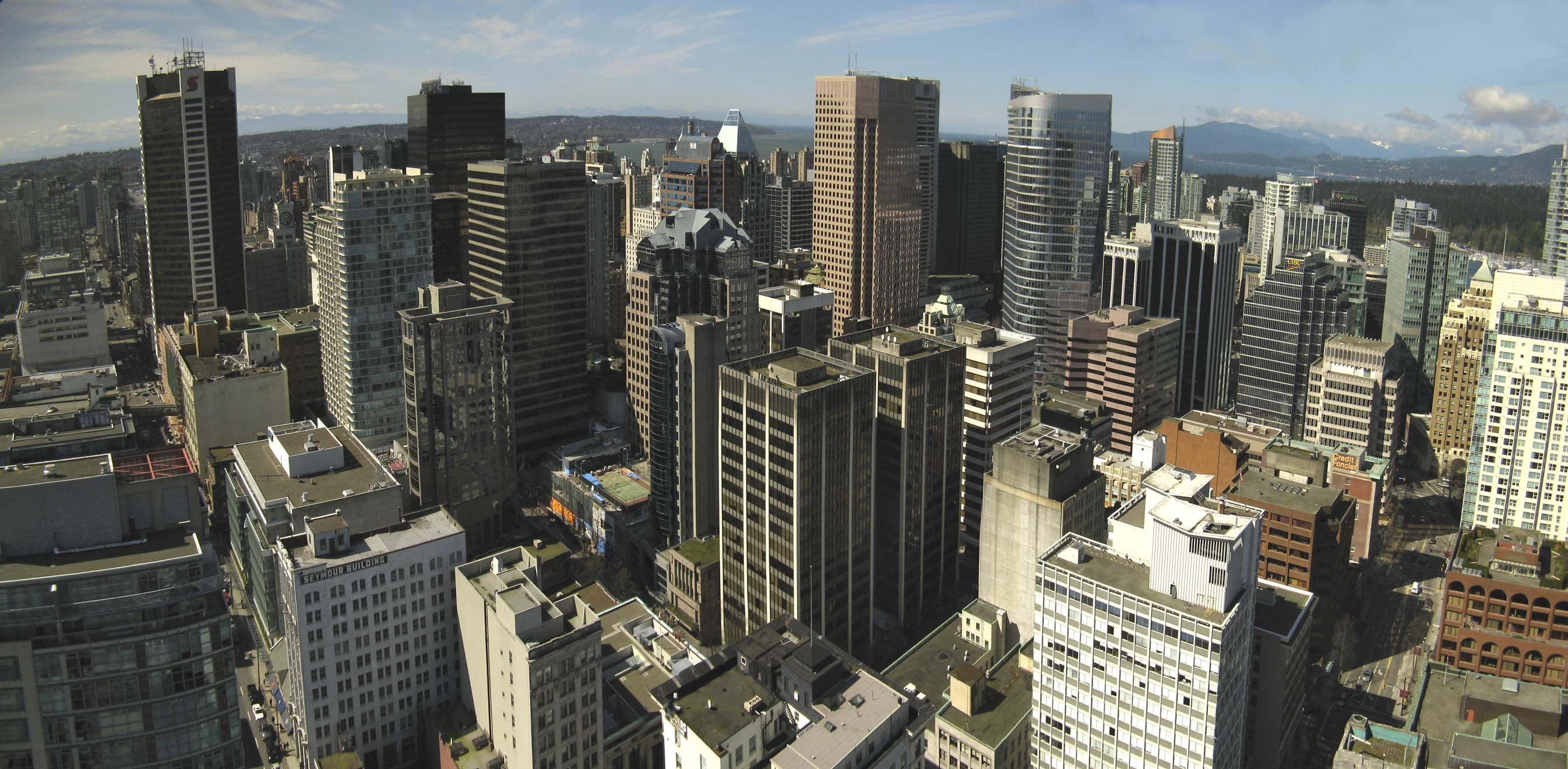
Vancouver - Kanada

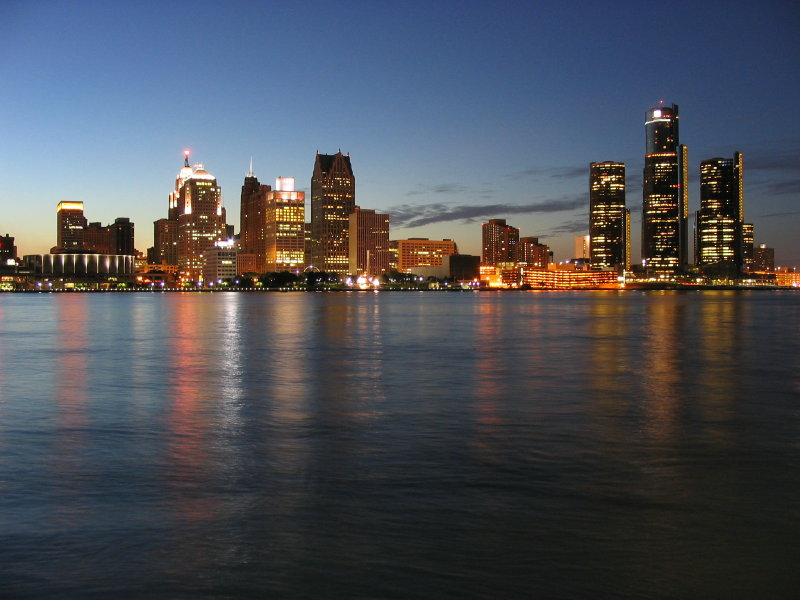
Detroit - USA

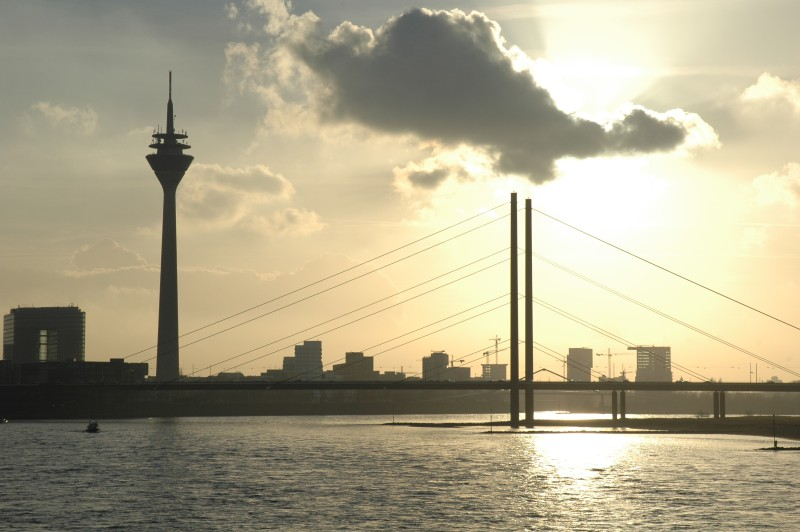
Düsseldorf - Německo

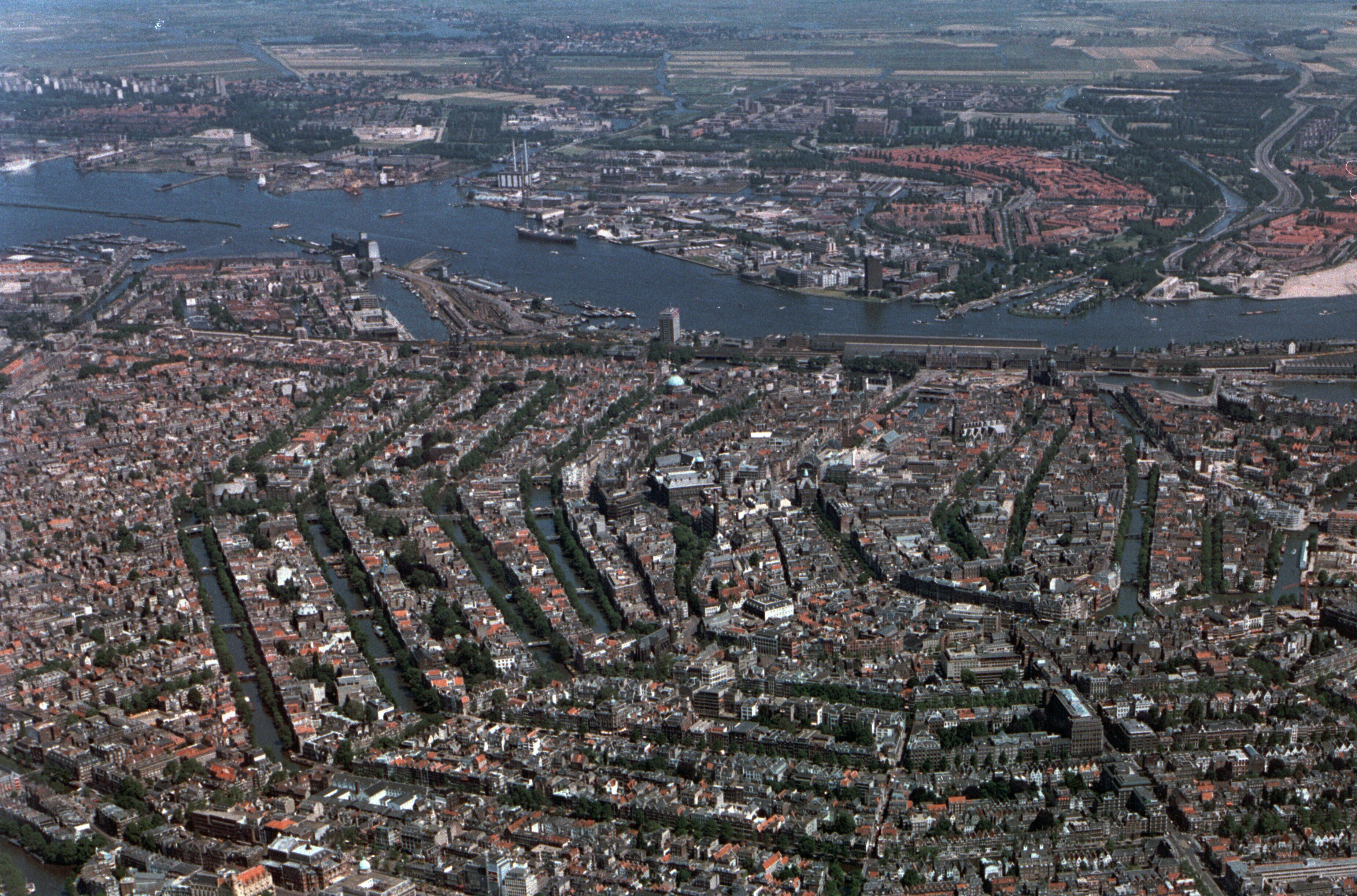
Amsterdam - Holandsko

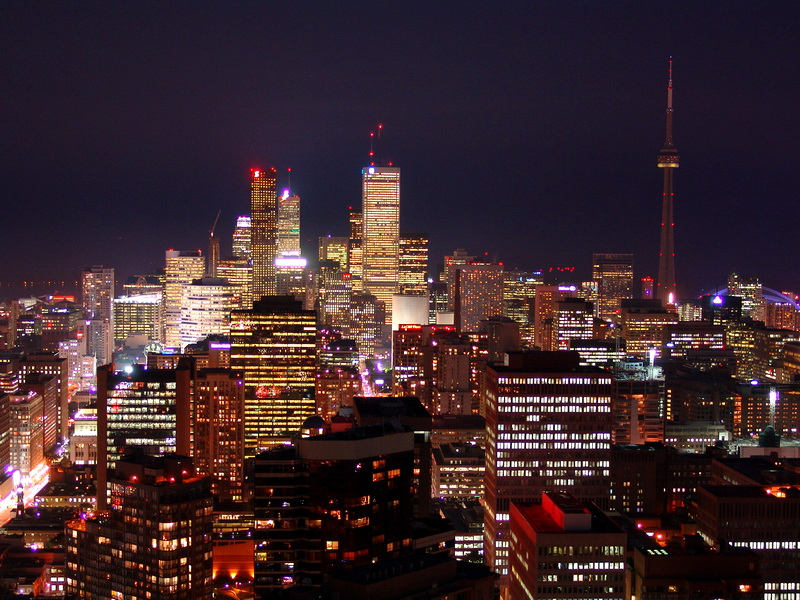
Toronto - Kanada

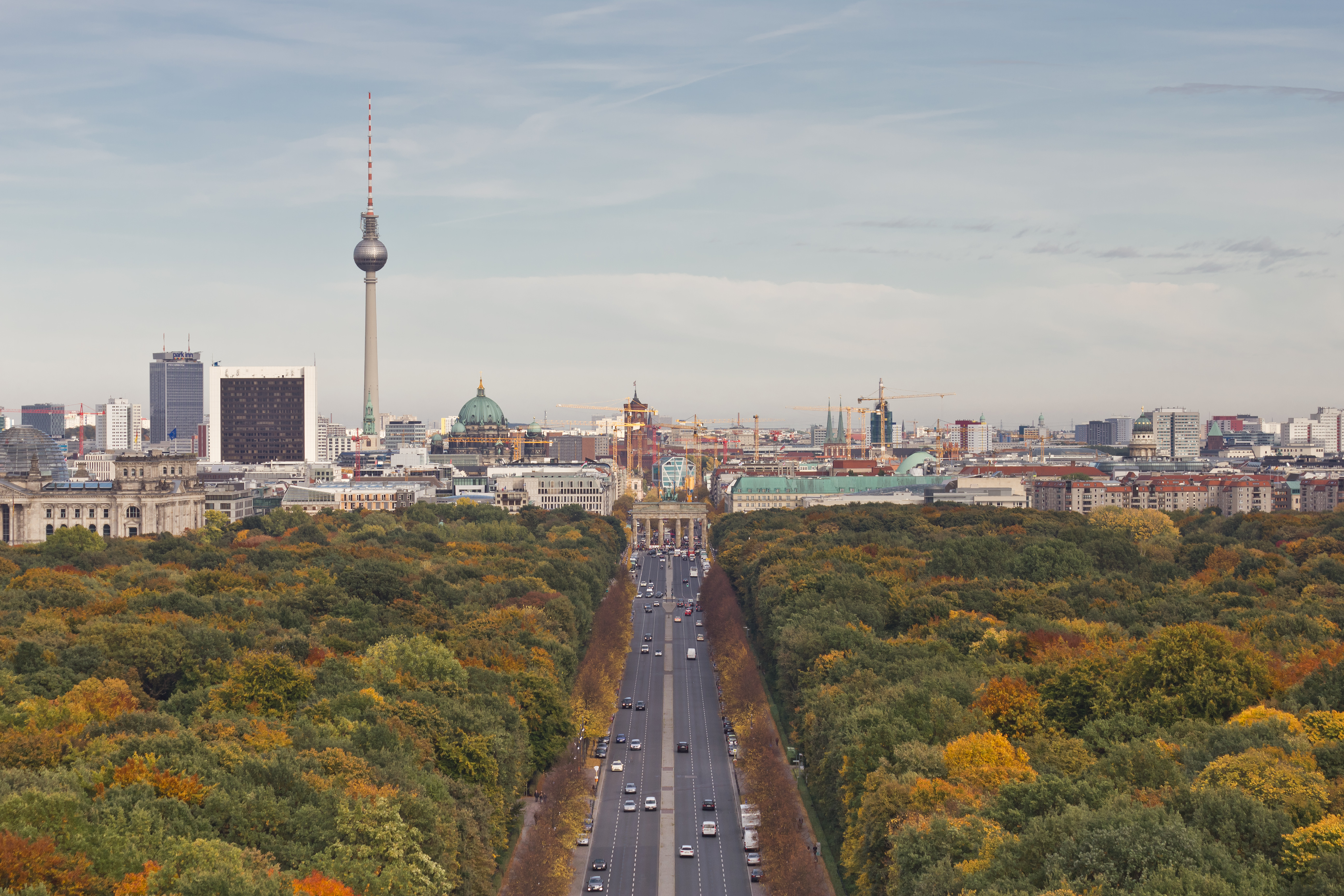
Berlín - Německo

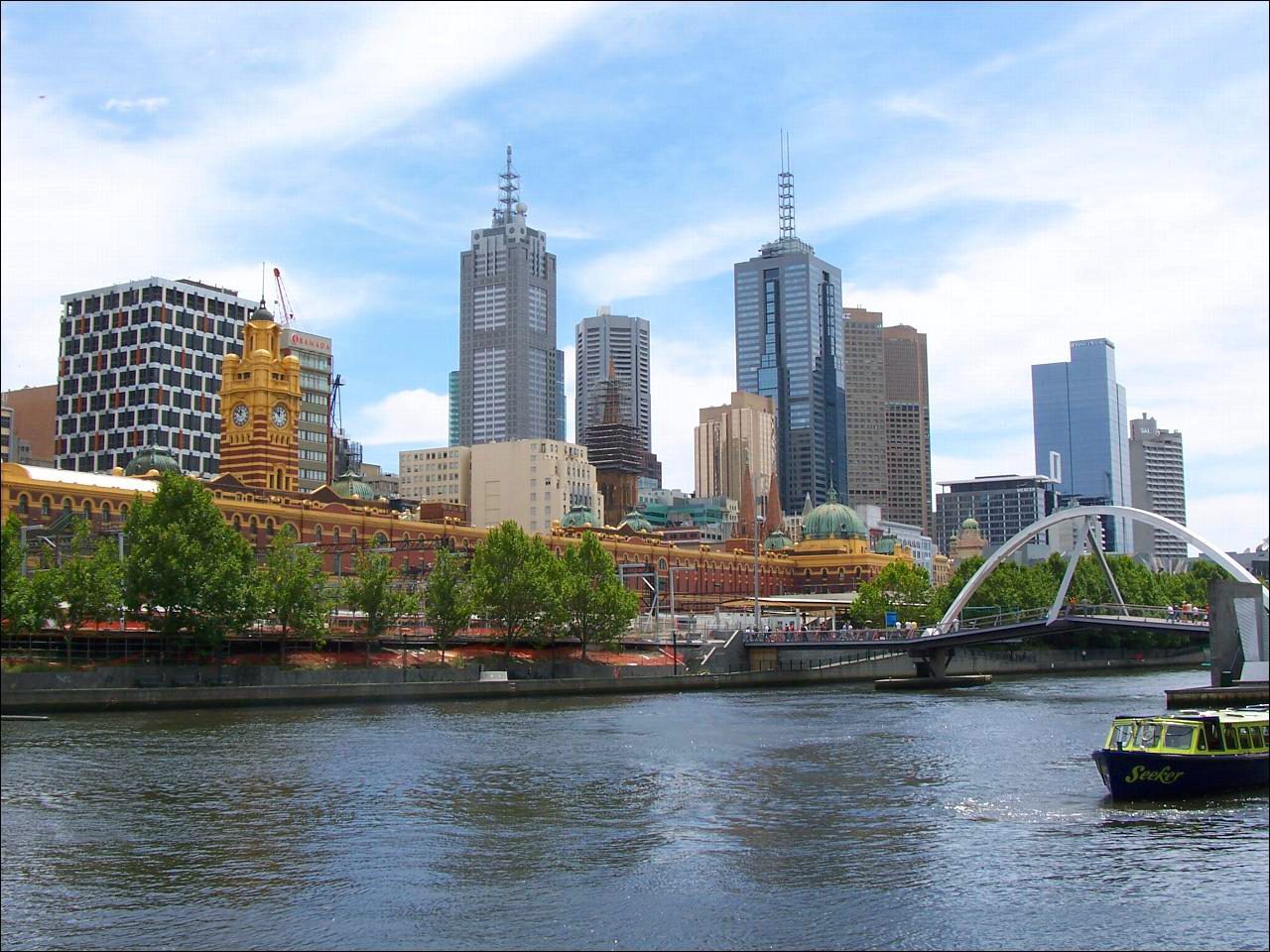
Melbourne - Austrálie

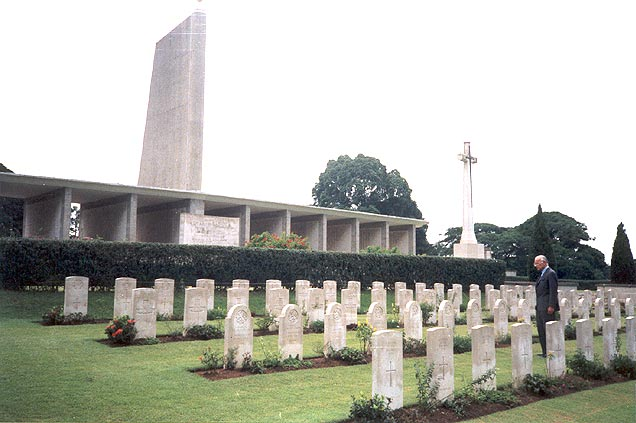
Singapur

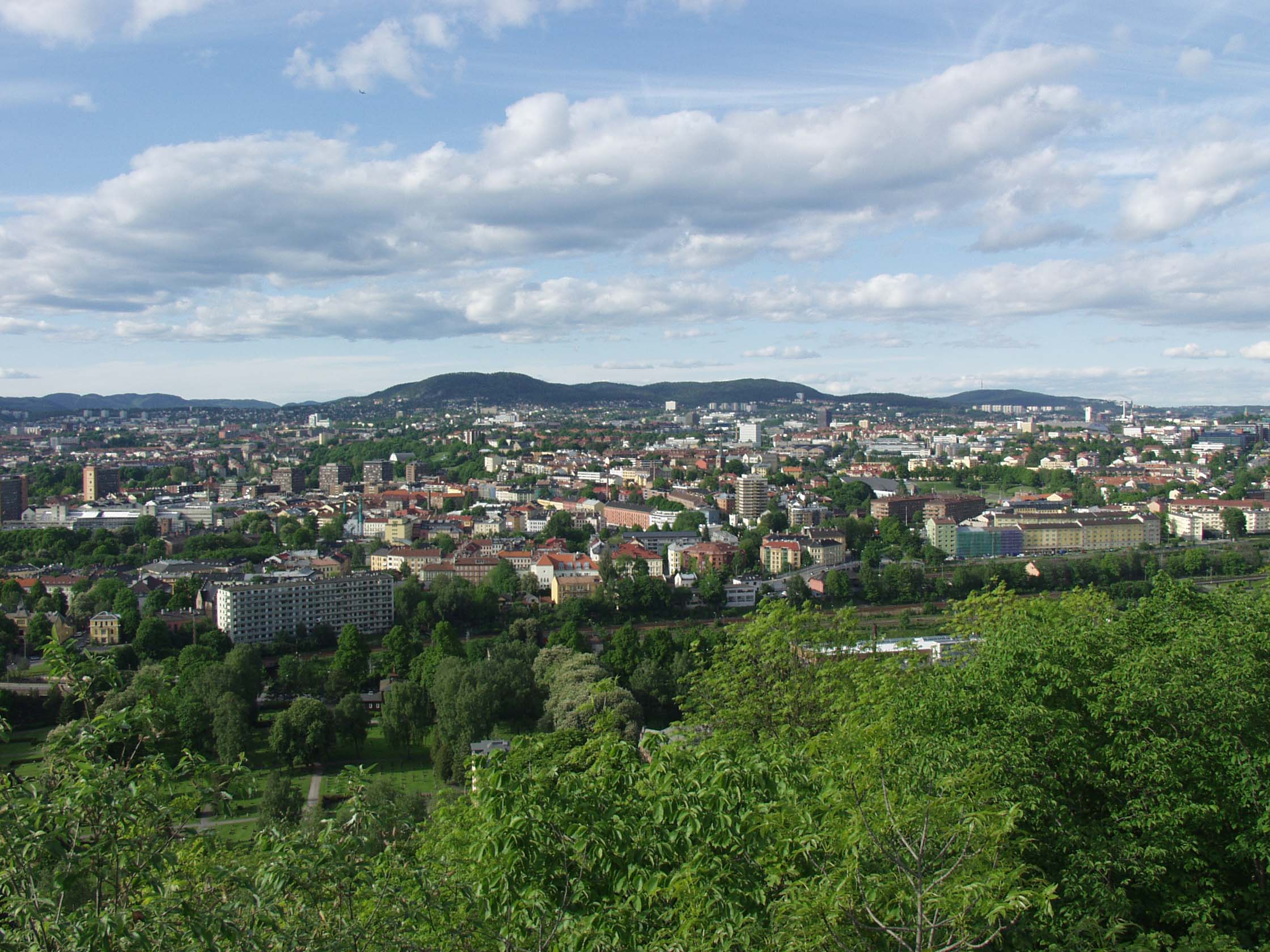
Oslo - Norsko

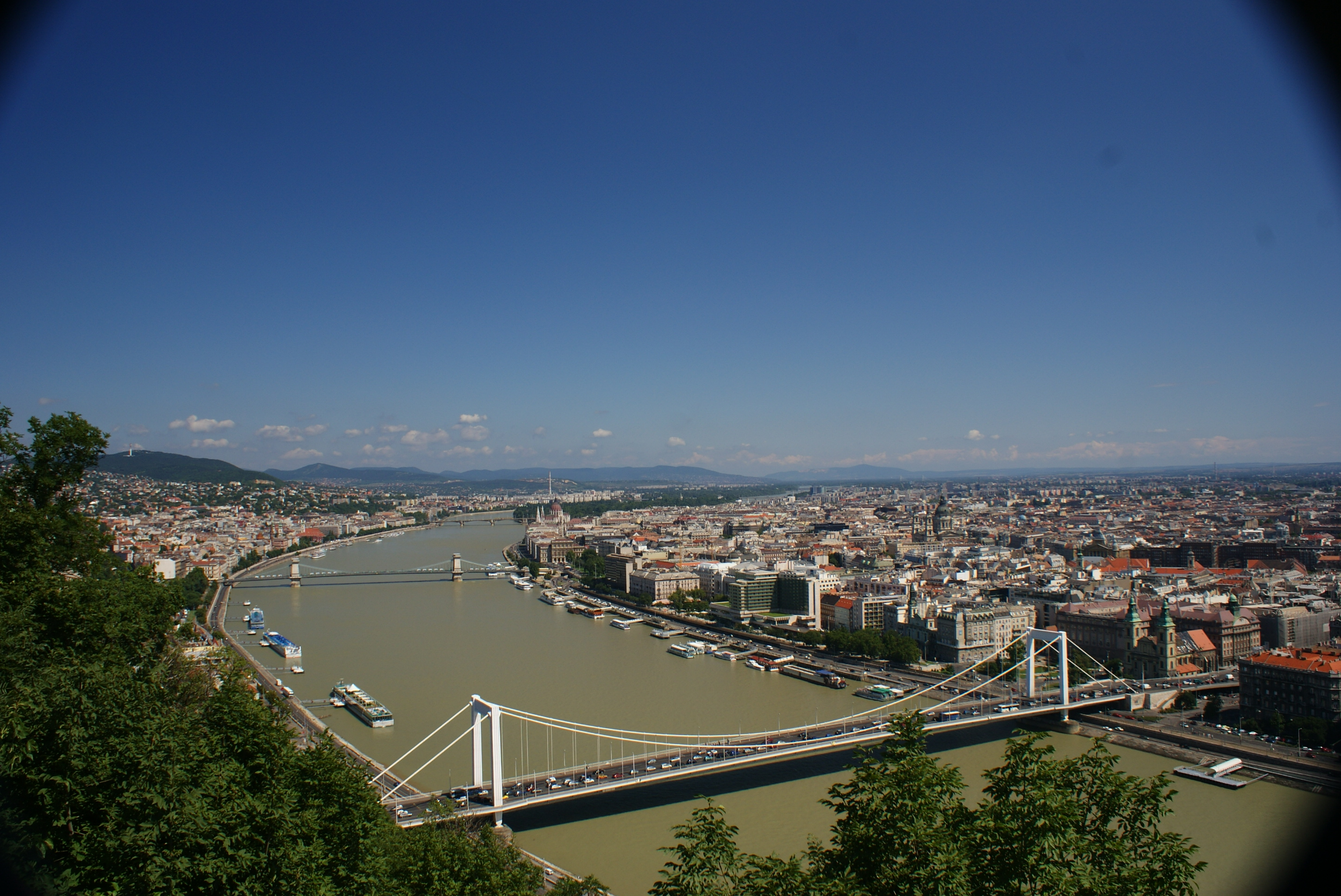
Budapešť - Maďarsko

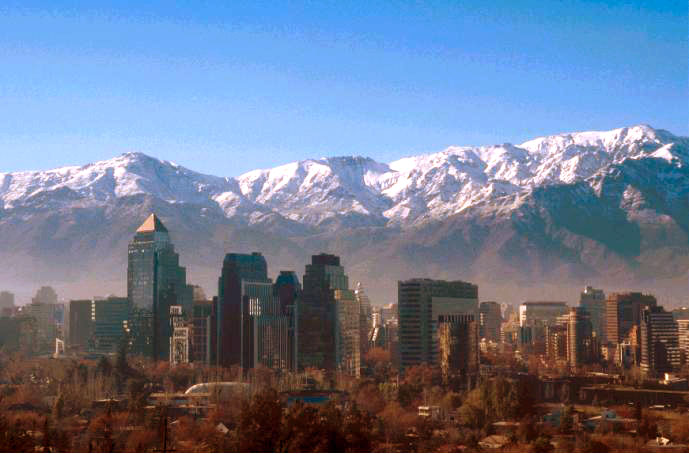
Santiago de Chile - Chile

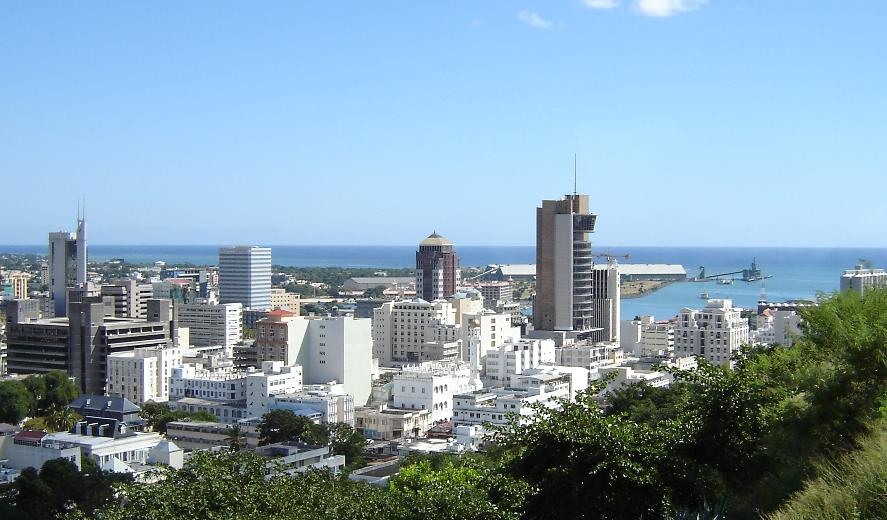
Port Louis - Mauricius

| Pořadí | Město                  | Země                    | Index |
| ------ | ---------------------- | ----------------------- | ----- |
| 1      | Curych                 | Švýcarsko               | 108,1 |
| 2      | Ženeva                 | Švýcarsko               | 108,0 |
| 3      | Vancouver              | Kanada                  | 107,7 |
| 3      | Vídeň                  | Rakousko                | 107,7 |
| 5      | Auckland               | Nový Zéland             | 107,3 |
| 5      | Düsseldorf             | Německo                 | 107,3 |
| 7      | Frankfurt              | Německo                 | 107,1 |
| 8      | Mnichov                | Německo                 | 106,9 |
| 9      | Bern                   | Švýcarsko               | 106,5 |
| 9      | Sydney                 | Austrálie               | 106,5 |
| 11     | Kodaň                  | Dánsko                  | 106,2 |
| 12     | Wellington             | Nový Zéland             | 105,8 |
| 13     | Amsterdam              | Nizozemsko              | 105,7 |
| 14     | Brusel                 | Belgie                  | 105,6 |
| 15     | Toronto                | Kanada                  | 105,4 |
| 16     | Berlín                 | Německo                 | 105,2 |
| 17     | Melbourne              | Austrálie               | 105,0 |
| 18     | Lucemburk              | Lucembursko             | 104,8 |
| 18     | Ottawa                 | Kanada                  | 104,8 |
| 20     | Stockholm              | Švédsko                 | 104,7 |
| 21     | Perth                  | Austrálie               | 104,5 |
| 22     | Montreal               | Kanada                  | 104,3 |
| 23     | Norimberk              | Německo                 | 104,2 |
| 24     | Calgary                | Kanada                  | 103,6 |
| 24     | Hamburk                | Německo                 | 103,6 |
| 26     | Oslo                   | Norsko                  | 103,5 |
| 27     | Dublin                 | Irsko                   | 103,3 |
| 27     | Honolulu               | Spojené státy americké  | 103,3 |
| 29     | San Francisco          | Spojené státy americké  | 103,2 |
| 30     | Helsinki               | Finsko                  | 103,1 |
| 30     | Adelaide               | Austrálie               | 103,1 |
| 32     | Brisbane               | Austrálie               | 102,8 |
| 33     | Paříž                  | Francie                 | 102,7 |
| 34     | Singapur               | Singapur                | 102,5 |
| 35     | Tokio                  | Japonsko                | 102,3 |
| 36     | Lyon                   | Francie                 | 101,9 |
| 36     | Boston                 | Spojené státy americké  | 101,9 |
| 38     | Jokohama               | Japonsko                | 101,7 |
| 39     | Londýn                 | Spojené království      | 101,2 |
| 40     | Kóbe                   | Japonsko                | 101,0 |
| 41     | Barcelona              | Španělsko               | 100,6 |
| 42     | Madrid                 | Španělsko               | 100,5 |
| 42     | Ósaka                  | Japonsko                | 100,5 |
| 44     | Washington, D.C.       | Spojené státy americké  | 100,4 |
| 44     | Chicago                | Spojené státy americké  | 100,4 |
| 46     | Portland               | Spojené státy americké  | 100,3 |
| 47     | Lisabon                | Portugalsko             | 100,1 |
| 48     | New York               | Spojené státy americké  | 100,0 |
| 49     | Milán                  | Itálie                  | 99,9  |
| 49     | Seattle                | Spojené státy americké  | 99,9  |
| 51     | Lexington              | Spojené státy americké  | 99,8  |
| 52     | Pittsburgh             | Spojené státy americké  | 99,7  |
| 52     | Winston Salem          | Spojené státy americké  | 99,7  |
| 54     | Nagoja                 | Japonsko                | 99,5  |
| 55     | Rijád                  | Saúdská Arábie          | 98,3  |
| 55     | Džidda                 | Saúdská Arábie          | 98,3  |
| 57     | Glasgow                | Spojené království      | 98,2  |
| 58     | Los Angeles            | Spojené státy americké  | 98,1  |
| 58     | Cleveland              | Spojené státy americké  | 98,1  |
| 60     | Minneapolis            | Spojené státy americké  | 97,9  |
| 61     | Řím                    | Itálie                  | 97,4  |
| 62     | Miami                  | Spojené státy americké  | 96,3  |
| 63     | Yokkaichi              | Japonsko                | 96,2  |
| 64     | Detroit                | Spojené státy americké  | 96,1  |
| 64     | St. Louis              | Spojené státy americké  | 96,1  |
| 65     | San Pedro Garza García | Mexiko                  | 96,1  |
| 66     | Atlanta                | Spojené státy americké  | 95,7  |
| 67     | Lipsko                 | Německo                 | 95,5  |
| 68     | Houston                | Spojené státy americké  | 95,4  |
| 69     | Omuta                  | Japonsko                | 94,9  |
| 70     | Hongkong               | Hongkong                | 94,3  |
| 71     | San Juan               | Portoriko               | 92,9  |
| 72     | Praha                  | Česko                   | 92,3  |
| 73     | Medína                 | Saúdská Arábie          | 91,4  |
| 74     | Budapešť               | Maďarsko                | 90,2  |
| 75     | Kuala Lumpur           | Malajsie                | 88,9  |
| 76     | Montevideo             | Uruguay                 | 88,2  |
| 77     | Port Louis             | Mauricius               | 87,7  |
| 78     | Athény                 | Řecko                   | 87,6  |
| 79     | Buenos Aires           | Argentina               | 87,4  |
| 80     | Dubaj                  | Spojené arabské emiráty | 87,0  |
| 80     | Lublaň                 | Slovinsko               | 87,0  |
| 82     | Vilnius                | Litva                   | 86,6  |
| 83     | Tchaj-pej              | Tchaj-wan               | 86,5  |
| 83     | Santiago de Chile      | Chile                   | 86,5  |
| 85     | Kapské Město           | Jihoafrická republika   | 85,7  |
| 85     | Varšava                | Polsko                  | 85,7  |
| 87     | Soul                   | Jižní Korea             | 85,2  |
| 88     | Abú Zabí               | Spojené arabské emiráty | 84,1  |
| 89     | Tallinn                | Estonsko                | 83,7  |
| 90     | Johannesburg           | Jihoafrická republika   | 83,3  |
| 91     | Limassol               | Kypr                    | 83,2  |
| 92     | Riga                   | Lotyšsko                | 82,9  |
| 92     | Panama City            | Panama                  | 82,9  |
| 93     | Monterrey              | Mexico                  | 82,7  |
| 94     | Khobar                 | Saúdská Arábie          | 82,6  |
| 95     | Tunis                  | Tunisko                 | 82,4  |
| 96     | Victoria               | Seychely                | 82,2  |
| 97     | Papeete                | Francouzská Polynésie   | 82,0  |
| 97     | Port Elizabeth         | Jihoafrická republika   | 82,0  |
| 99     | Bratislava             | Slovensko               | 81,7  |
| 100    | Šanghaj                | Čína                    | 81,6  |

## 3 nejlépe hodnocená města z každého regionu
Amerika
| Pořadí | Město     | Index |
| ------ | --------- | ----- |
| 1      | Vancouver | 107,7 |
| 2      | Toronto   | 105,4 |
| 3      | Ottawa    | 104,8 |

Oceánie
| Pořadí | Město      | Index |
| ------ | ---------- | ----- |
| 1      | Auckland   | 107,3 |
| 2      | Sydney     | 106,5 |
| 3      | Wellington | 105,8 |

Evropa
| Pořadí | Město  | Index |
| ------ | ------ | ----- |
| 1      | Curych | 108,1 |
| 2      | Ženeva | 108,0 |
| 3      | Vídeň  | 107,7 |

Asie
| Pořadí | Město    | Index |
| ------ | -------- | ----- |
| 1      | Singapur | 102,5 |
| 2      | Tokio    | 102,3 |
| 3      | Jokohama | 101,7 |

Blízký východ
| Pořadí | Město  | Index |
| ------ | ------ | ----- |
| 1      | Rijád  | 98,3  |
| 1      | Džidda | 98,3  |
| 3      | Medína | 91,4  |

Afrika
| Pořadí | Město        | Index |
| ------ | ------------ | ----- |
| 1      | Port Louis   | 87,7  |
| 2      | Kapské Město | 85,7  |
| 3      | Johannesburg | 83,3  |